# Gioacchino Armano
Gioacchino Armano (né le 15 décembre 1883 en Italie et mort le 9 décembre 1965) est un joueur de football italien.
Appelé Armano I, pour le différencier de son frère cadet Alfredo (dit Armano II), il est notamment connu pour être l'un des treize membres fondateurs de l'un des plus célèbres clubs de football d'Italie, la Juventus.

## Biographie
Étudiant à l'école polytechnique de Turin, Gioacchino cofonde le 1er novembre 1897 avec son frère Alfredo et onze autres étudiants turinois au gymnase Massimo-d’Azeglio le Sport-Club Juventus.
Lors de la saison du championnat d'Italie 1900, il fait partie de l'effectif de la Juventus qui dispute sa première compétition officielle. Son premier match juventino a lieu le 11 mars 1900 lors d'une défaite 1-0 contre le FBC Torinese.
C'est en 1905 qu'il s'illustre véritablement avec notamment ses coéquipiers comme Oreste Mazzia et Giovanni Goccione, lorsque son club, créé huit ans plus tôt, remporte son premier Scudetto (championnat d'Italie).
Lors de la fin de la saison 1907, Gioacchino Armano totalise 22 matchs officiels et 2 buts inscrits en championnat avec la Juventus, et dispute sa dernière rencontre le 24 avril 1910 lors d'une défaite 1-2 contre l'US Milanese.
Entre 1915 et 1918, lors de la Première Guerre mondiale, il ne joue plus officiellement au football. Gioacchino Armano avec Fernando Nizza et Sandro Zambelli font alors partie de la direction, s'occupant de la présidence du club.

## Palmarès
Juventus
- Championnat d'Italie (1) :
  - Champion : 1905.
  - Vice-champion : 1903, 1904 et 1906.

## Carrière
| Club                              | Saison     | Championnat         | Championnat | Championnat | Total  | Total |
| Club                              | Saison     | Compétition         | Matchs      | Buts        | Matchs | Buts  |
| --------------------------------- | ---------- | ------------------- | ----------- | ----------- | ------ | ----- |
| Foot-Ball Club Juventus ( Italie) | 1900       | Campionato Federale | 2           | 0           | 2      | 0     |
| Foot-Ball Club Juventus ( Italie) | 1901       | Campionato Federale | 1           | 0           | 1      | 0     |
| Foot-Ball Club Juventus ( Italie) | 1902       | Campionato Federale | 3           | 0           | 3      | 0     |
| Foot-Ball Club Juventus ( Italie) | 1903       | Campionato Federale | 5           | 0           | 5      | 0     |
| Foot-Ball Club Juventus ( Italie) | 1904       | Prima Categoria     | 1           | 0           | 1      | 0     |
| Foot-Ball Club Juventus ( Italie) | 1905       | Prima Categoria     | 3           | 0           | 3      | 0     |
| Foot-Ball Club Juventus ( Italie) | 1906       | Prima Categoria     | 5           | 2           | 5      | 2     |
| Foot-Ball Club Juventus ( Italie) | 1907       | Prima Categoria     | 2           | 0           | 2      | 0     |
| Foot-Ball Club Juventus ( Italie) | 1908       | Prima Categoria     | 2           | 0           | 2      | 0     |
| Foot-Ball Club Juventus ( Italie) | 1909-1910  | Prima Categoria     | 1           | 0           | 1      | 0     |
|                                   | Total Juve | -                   | 25          | 2           | 25     | 2     |
| Total carrière                    |            |                     | 25          | 2           | 25     | 2     |